# Philipp Thorsch
Philipp Thorsch (* 6. Dezember 1831 in Prag; † 29. September 1905 in Mödling, Niederösterreich) war ein österreichisch-tschechischer Bankier und Chef des Bankhauses M. Thorsch Söhne in Wien.

## Leben

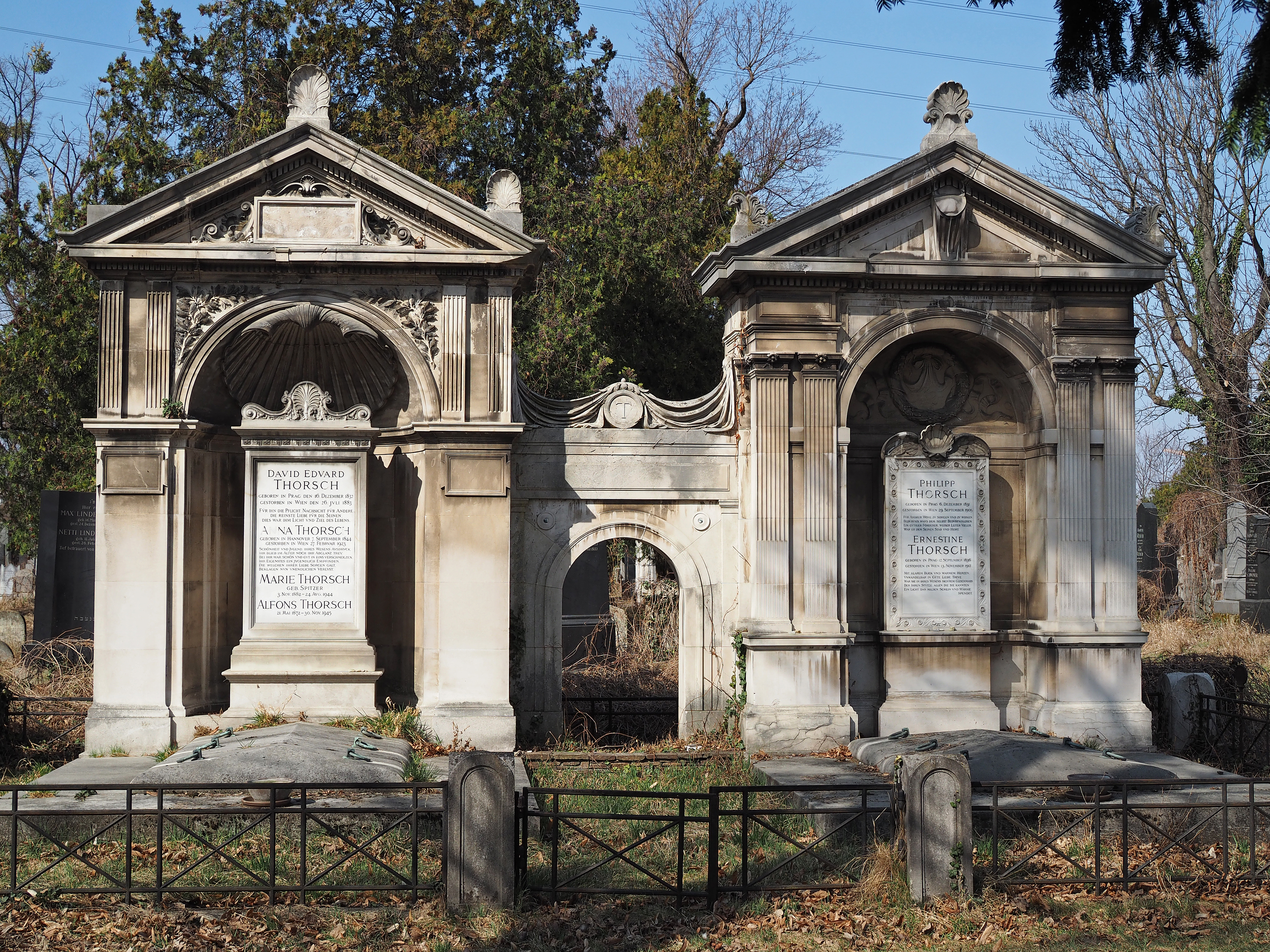
Familiengrab am Wiener Zentralfriedhof

Philipp Thorsch wurde als Sohn des jüdischen Großkaufmanns Ephraim Markus Thorsch (1800–1863) und der Caroline Charlotte geb. Kuh geboren. Er erhielt wie sein Bruder David Eduard (1832–1883) eine kaufmännische Ausbildung in Prag und trat nach dem Tod seines Vaters in die Leitung der Fa. M. T. Söhne ein. Seine Ehe mit seiner Cousine Ernestine Thorsch (1836–1912) blieb kinderlos. 
Nach dem Tod seines Bruders 1883 stand das Bankhaus unter der alleinigen Führung von Philipp Thorsch. Die Neue Freie Presse schrieb zum Tod von David Eduard Thorsch: „Heute repräsentiert die Firma, zumindest was die Höhe der Umsätze betrifft, das größte Bankhaus Österreich-Ungarns.“ In den folgenden zwanzig Jahren wurde die dominierende Stellung des Bankhauses im internationalen Devisen- und Edelmetallhandel weiter gefestigt. M. Thorsch Söhne war außerdem das einzige Wiener Bankhaus, das den internationalen Arbitragehandel in großem Maßstab durchzuführen im Stande war. Unter Thorschs Leitung knüpfte die Bank enge Verbindungen nach London sowie New York und erfreute sich speziell in den angelsächsischen Ländern sowie in Berliner Finanzkreisen des besten Rufs. Die Fa. M. T. Söhne war als hervorragende Ausbildungsstätte junger Bankbeamter weithin bekannt. Thorsch war eine anerkannte Autorität in Währungs- und Zinsfußfragen und lieferte 1892 anlässlich der Valuta-Enquete ein viel beachtetes Gutachten, in dem er sich ausdrücklich für die Umstellung auf eine Goldwährung aussprach. 
Philipp Thorsch engagierte sich in der Wiener Israelitischen Kultusgemeinde und bedachte in seinem Testament zahlreiche wohltätige Stiftungen mit namhaften Beträgen. Auch seine Witwe Ernestine trat als Wohltäterin und Stifterin hervor und widmete wenige Monate vor ihrem Tod dem Wiener Israelitischen Spital über 600.000 Kronen. In ihrem Testament stiftete sie mehr als 500.000 Kronen für verschiedene soziale Institutionen.
Philipp Thorsch wohnte zuletzt in Wien-Landstraße, Reisnerstraße 51 und ist auf dem Wiener Zentralfriedhof, Alte Israelitische Abteilung begraben (Tor 1, Gruppe 7, Reihe 1, Nr. 2). Das Grabmal wurde vom Architekten Karl König gestaltet.     
Thorsch hinterließ ein Vermögen von 22 Millionen Kronen.
Die Führung des Bankhauses M. Thorsch Söhne übernahm der Neffe Alfons Thorsch (1872–1945); es bestand bis 1938.